# Brickendon
Brickendon – wieś w Anglii, w hrabstwie Hertfordshire, w dystrykcie East Hertfordshire. Leży 6 km na południe od miasta Hertford i 28 km na północ od centrum Londynu.